# Juniperus coahuilensis
Juniperus coahuilensis е вид растение от семейство Кипарисови (Cupressaceae). Видът е незастрашен от изчезване.

## Разпространение
Разпространен е в Мексико и САЩ.